# The Social Network (саундтрек)
The Social Network — альбом-саундтрек Трента Резнора и Аттикуса Росса, созданный специально для фильма «Социальная сеть» Дэвида Финчера. Выпущен 28 сентября 2010 года, кроме того, 17 сентября бесплатно распространялся семплер с пятью треками из альбома. Релиз имеет схожее звучание, с предыдущей совместной работой Резнора и Росса Ghosts I-IV, и даже содержит два переработанных трека оттуда («Magnetic» переработан из 14 Ghosts II, «A Familiar Taste» — из 35 Ghosts IV).

## Об альбоме
Когда режиссёр Дэвид Финчер в первый раз обратился к Резнору с просьбой записать саундтрек к фильму, тот сначала отказался, сославшись на занятость по случаю завершения тура и начала записи нового альбома, а также на незаинтересованность в проекте. Но после прочтения сценария он меняет своё решение и просит Финчера присоединить его к процессу создания музыки для фильма.
Резнор вместе с Россом составляют музыкальные наброски, которые вскоре были представлены на суд Финчера. Он оказался доволен проделанной работой: «я не могу сказать ничего плохого на счёт этого — такого раньше не происходило».
В состав альбома вошла известная композиция «В пещере горного короля» (In the Hall of the Mountain King), которая играет в фильме во время соревнований по академической гребле. Была использована версия в исполнении американского композитора Вэнди Карлоса, на обработку которой ушло четыре недели. Как отмечают критики, это одно из самых удачных мест альбома, звучание которого, в целом, основано на контрасте «нежных синтезаторных переливов и подчеркнуто жёсткого индустриального ритма».

## Список композиций
| №   | Название                               | Длительность |
| --- | -------------------------------------- | ------------ |
| 1.  | «Hand Covers Bruise»                   | 4:18         |
| 2.  | «In Motion»                            | 4:56         |
| 3.  | «A Familiar Taste»                     | 3:35         |
| 4.  | «It Catches Up With You»               | 1:39         |
| 5.  | «Intriguing Possibilities»             | 4:24         |
| 6.  | «Painted Sun In Abstract»              | 3:29         |
| 7.  | «3:14 Every Night»                     | 4:03         |
| 8.  | «Pieces Form the Whole»                | 4:16         |
| 9.  | «Carbon Prevails»                      | 3:53         |
| 10. | «Eventually We Find Our Way»           | 4:17         |
| 11. | «Penetration»                          | 1:14         |
| 12. | «In the Hall of the Mountain King»     | 2:21         |
| 13. | «On We March»                          | 4:14         |
| 14. | «Magnetic»                             | 2:10         |
| 15. | «Almost Home»                          | 3:33         |
| 16. | «Hand Covers Bruise, Reprise»          | 1:52         |
| 17. | «Complication with Optimistic Outcome» | 3:19         |
| 18. | «The Gentle Hum of Anxiety»            | 3:53         |
| 19. | «Soft Trees Break the Fall»            | 4:44         |

### Семплер
| №  | Название                     | Длительность |
| -- | ---------------------------- | ------------ |
| 1. | «Pieces Form the Whole»      | 4:25         |
| 2. | «Eventually We Find Our Way» | 4:17         |
| 3. | «On We March»                | 4:18         |
| 4. | «The Gentle Hum of Anxiety»  | 3:51         |
| 5. | «Soft Trees Break the Fall»  | 4:38         |

## Чарты
| Чарт (2010)            | Пиковая позиция |
| ---------------------- | --------------- |
| Billboard 200          | 20              |
| Рок-альбомы            | 6               |
| Цифровые альбомы       | 3               |
| Независимые альбомы    | 2               |
| Альтернативные альбомы | 3               |
| Саундтреки             | 1               |